# Frontière entre l'Albanie et la Serbie (Kosovo)
 (août 2025).
Si vous disposez d'ouvrages ou d'articles de référence ou si vous connaissez des sites web de qualité traitant du thème abordé ici, merci de compléter l'article en donnant les références utiles à sa vérifiabilité et en les liant à la section « Notes et références ».
La frontière séparant l'Albanie et la Serbie (point de vue serbe) ou le Kosovo (point de vue kosovar) est une frontière terrestre internationale.

## Statut
Le statut du Kosovo ne rencontre pas de consensus au niveau international. Celui-ci a fait sécession de la Serbie en 2008, mais cette dernière ne reconnait pas cette indépendance et considère toujours la zone comme une province autonome de son propre territoire.
Quel que soit le statut du Kosovo, celui-ci est situé entre l'Albanie et le reste de la Serbie : la frontière court donc intégralement le long du territoire séparatiste. Si le Kosovo est reconnu comme indépendant par la communauté internationale, l'Albanie et la Serbie n'auront alors plus de frontière commune.

## Tracé
La frontière est située au nord-est de l'Albanie et au sud-ouest tant du Kosovo que de la Serbie. Elle débute au tripoint groupant les frontières  avec le Monténégro et serbo-monténégrine, puis se poursuit jusqu'à un deuxième tripoint, à la rencontre des frontières avec la Macédoine et serbo-macédonienne.

## Histoire
Le tracé actuel de la frontière remonte à 1945. En effet, à l'issue de Seconde Guerre mondiale, l'Albanie qui, sous la domination italienne avait gagné des territoires sur l'ancien royaume de Yougoslavie dépecé à la suite de son invasion par les forces de l'Axe en 1941, revient aux frontières antérieures au conflit. 
Celles-ci datant de la Première Guerre mondiale, étaient auparavant fluctuantes, depuis l'indépendance albanaise de l'Empire ottoman en 1912. Les limites de l'Albanie et du royaume de Serbie évoluaient alors au fil des conflits.
L'indépendance du Monténégro en 2006, entraine la dissolution du dernier état yougoslave qu'est Serbie-et-Monténégro et création d'une frontière spécifique avec la Serbie.